# 252 aC
El 252 aC va ser un any del calendari romà prejulià. Durant la República i l'Imperi Romà, era conegut com a any del consolat de Cota i Gemin (o també any 502 ab urbe condita). L'ús del nom «252 aC» per referir-se a aquest any es remunta a l'alta edat mitjana, quan el sistema Anno Domini va ser el mètode de numeració dels anys més comú a Europa.

## Esdeveniments

### Antiga Grècia
- Abàntides, tirà de Sició, mor assassinat pels seus enemics i el succeeix el seu pare, Pasees.[2][3]

### Antiga Roma
- Aquest any són elegits cònsols Gai Aureli Cota i Publi Servili Gemin.[4]
- En el curs de la Primera Guerra Púnica, els cònsols van anar a Sicília contra els cartaginesos, obtenint diverses victòries. Conquereixen Hímera, (els seus habitants havien estat evacuats pels cartaginesos). Hieró II de Siracusa els facilita naus i amb les restes de la flota romana, van a Lipara (Lipari) que assetgen, i posen al front del bloqueig al tribú militar Cassi Longí, al que va prohibir iniciar la batalla.[5]
- El tribú Cassi Longí no compleix l'ordre i lliura una batalla a Lipara, on moren molts romans. Cota torna a Lipara, i l'ocupa, i mata tots els seus habitants. Cassi Longí és destituït del seu càrrec.[6][7][8]
- El censor Mani Valeri Màxim Corví Messal·la degrada 400 equites a eraris per incompliment dels seus deures a Sicília.[9]

## Necrològiques
- Abàntides, governant assassinat a Sició (Grècia)[3]